# Gnorimoschema nilsi
Gnorimoschema nilsi is een vlinder uit de familie tastermotten (Gelechiidae). De wetenschappelijke naam is voor het eerst geldig gepubliceerd in 1996 door Huemer.
De soort komt voor in Europa.